# Leucauge gemminipunctata
Leucauge gemminipunctata là một loài nhện trong họ Tetragnathidae.
Loài này thuộc chi Leucauge. Leucauge gemminipunctata được miêu tả năm 1936 bởi Chamberlin & Ivie.